# Atletica leggera ai Giochi della XVII Olimpiade - 110 metri ostacoli

Video della Finale (immagini in B/N; commento in italiano)

La competizione dei 110 metri ostacoli di atletica leggera ai Giochi della XVII Olimpiade si è disputata nei giorni 3 e 5 settembre 1960 allo Stadio Olimpico di Roma.

## L'eccellenza mondiale
| Campione olimpico 1956   | 13"5      | Lee Calhoun  | Presente |
| Campione europeo 1958    | 13"7      | Martin Lauer | Presente |
| Primatista mondiale      | 13"2 1959 | Martin Lauer | Presente |
| Co-primatista mondiale   | 13"2 1960 | Lee Calhoun  | Presente |
| Vincitore dei Trials USA | 13"4      | Lee Calhoun  | Presente |

La partecipazione di Lee Calhoun come campione in carica è già di per sé un record: prima di lui, infatti, nessuno dei campioni olimpici dei 110 ostacoli aveva mai partecipato all'edizione successiva dei Giochi.

## La gara
Due statunitensi si aggiudicano le due semifinali con lo stesso tempo, 13"7: Willie May vince la prima e Lee Calhoun si aggiudica la seconda.
Finale: come nel 1956, Calhoun ha una partenza bruciante e acquista un metro di vantaggio già alla prima barriera. May non si dà per vinto e cerca di rimontare, giungendo sul traguardo appaiato al connazionale. Per essersi sbilanciato troppo in avanti, Calhoun addirittura cade. Ad entrambi gli atleti viene assegnato lo stesso tempo. Calhoun vince per un solo centesimo di secondo.
Anche la lotta per il terzo posto è serrata: Jones ed il co-primatista mondiale Lauer tagliano il traguardo assieme. Il responso dei giudici è: 14"0 per entrambi e terzo posto all'americano.
Anche a Roma gli Stati Uniti occupano tutto il podio. È la quarta tripletta consecutiva da Londra 1948.
Calhoun è il primo atleta che riesce a vincere due volte il titolo olimpico nella disciplina. Il suo primato verrà eguagliato da Roger Kingdom (1984-1988).

## Risultati

### Turni eliminatori
| 6 Batterie         | 3 settembre | 36 partenti   | Si qualificano i primi 4. |
| 4 Quarti di finale | 3 settembre | 6 + 6 + 6 + 6 | Si qualificano i primi 3. |
| 2 Semifinali       | 5 settembre | 6 + 6         | Si qualificano i primi 3. |
| Finale             | 5 settembre | 6 concorrenti |                           |

### Batterie
| Pos. | Atleta               | Nazione  | Tempo Ufficiale | Tempo Ufficioso |
| ---- | -------------------- | -------- | --------------- | --------------- |
| 1    | Martin Lauer         | Germania | 14"3            | 14"45           |
| 2    | Jean Baptiste Okello | Uganda   | 14"4            | 14"59           |
| 3    | Giovanni Cornacchia  | Italia   | 14"6            | 14"77           |
| 4    | Marcel Duriez        | Francia  | 14"7            | 14"90           |
| 5    | Seraphino Antao      | Kenya    | 15"0            | 15"13           |
| 6    | Çetin Şahiner        | Turchia  | 15"6            | 15"75           |

| Pos. | Atleta             | Nazione          | Tempo Ufficiale | Tempo Ufficioso |
| ---- | ------------------ | ---------------- | --------------- | --------------- |
| 1    | Hayes Jones        | Stati Uniti      | 14"2            | 14"32           |
| 2    | Mykola Berezutskiy | Unione Sovietica | 14"3            | 14"50           |
| 3    | Milad Petrušić     | Jugoslavia       | 14"6            | 14"74           |
| 4    | Paolo Zamboni      | Italia           | 14"7            | 14"82           |
| 5    | John Chittick      | Australia        | 14"7            | 14"86           |
| -    | Abdul Wardak       | Afghanistan      | Rit.            | Rit.            |

| Pos. | Atleta                | Nazione          | Tempo Ufficiale | Tempo Ufficioso |
| ---- | --------------------- | ---------------- | --------------- | --------------- |
| 1    | Willie May            | Stati Uniti      | 14"0            | 14"16           |
| 2    | Valentin Čistjakov    | Unione Sovietica | 14"3            | 14"45           |
| 3    | Joseph Robert Birrell | Gran Bretagna    | 14"7            | 14"82           |
| 4    | Klaus Gerbig          | Germania         | 14"7            | 14"87           |
| 5    | Saka Oloko            | Nigeria          | 14"9            | 15"04           |
| 6    | Nazzar Al-Jamali      | Iraq             | 15"8            | 15"99           |

| Pos. | Atleta             | Nazione       | Tempo Ufficiale | Tempo Ufficioso |
| ---- | ------------------ | ------------- | --------------- | --------------- |
| 1    | Lee Calhoun        | Stati Uniti   | 14"3            | 14"37           |
| 2    | Edmond Roudnitska  | Francia       | 14"4            | 14"53           |
| 3    | Ghulam Raziq       | Pakistan      | 14"6            | 14"68           |
| 4    | Peter Hildreth     | Gran Bretagna | 14"8            | 14"90           |
| 5    | Georgios Marsellos | Grecia        | 14"8            | 14"92           |
| 6    | Pétur Rögnvaldsson | Islanda       | 15"2            | 15"38           |
| -    | Isaac Elie         | Sudan         | Rit.            | Rit.            |

| Pos. | Atleta          | Nazione           | Tempo Ufficiale | Tempo Ufficioso |
| ---- | --------------- | ----------------- | --------------- | --------------- |
| 1    | Keith Gardner   | Indie Occidentali | 14"3            | 14"46           |
| 2    | Stanko Lorger   | Jugoslavia        | 14"4            | 14"56           |
| 3    | Nereo Svara     | Italia            | 14"9            | 15"03           |
| 4    | Victor Matthews | Gran Bretagna     | 14"9            | 15"07           |
| 5    | Jagmohan Singh  | India             | 15"2            | 15"34           |
| 6    | Abdul Malik     | Pakistan          | 15"4            | 15"52           |

| Pos. | Atleta              | Nazione          | Tempo Ufficiale | Tempo Ufficioso |
| ---- | ------------------- | ---------------- | --------------- | --------------- |
| 1    | Anatoly Mikhaylov   | Unione Sovietica | 14"4            | 14"53           |
| 2    | Karl-Ernst Schottes | Germania         | 14"8            | 14"90           |
| 3    | Roman Muzyk         | Polonia          | 14"8            | 14"94           |
| 4    | Aggrey Awori        | Uganda           | 15"2            | 15"36           |
| 5    | Jacques Déprez      | Francia          | 17"1            | 17"24           |

### Quarti di finale
| Pos. | Atleta               | Nazione          | Tempo Ufficiale | Tempo Ufficioso |
| ---- | -------------------- | ---------------- | --------------- | --------------- |
| 1    | Lee Calhoun          | Stati Uniti      | 14"1            | 14"16           |
| 2    | Jean Baptiste Okello | Uganda           | 14"3            | 14"48           |
| 3    | Mykola Berezutskiy   | Unione Sovietica | 14"4            | 14"57           |
| 4    | Giovanni Cornacchia  | Italia           | 14"5            | 14"68           |
| 5    | Peter Hildreth       | Gran Bretagna    | 14"6            | 14"78           |
| 6    | Karl-Ernst Schottes  | Germania         | 14"6            | 14"81           |

| Pos. | Atleta            | Nazione           | Tempo Ufficiale | Tempo Ufficioso |
| ---- | ----------------- | ----------------- | --------------- | --------------- |
| 1    | Martin Lauer      | Germania          | 13"9            | 14"06           |
| 2    | Keith Gardner     | Indie Occidentali | 14"3            | 14"45           |
| 3    | Ghulam Raziq      | Pakistan          | 14"4            | 14"51           |
| 4    | Edmond Roudnitska | Francia           | 14"5            | 14"66           |
| 5    | Milad Petrušić    | Jugoslavia        | 14"6            | 14"71           |
| 6    | Paolo Zamboni     | Italia            | 14"9            | 15"02           |

| Pos. | Atleta            | Nazione          | Tempo Ufficiale | Tempo Ufficioso |
| ---- | ----------------- | ---------------- | --------------- | --------------- |
| 1    | Willie May        | Stati Uniti      | 13"8            | 13"92           |
| 2    | Anatoly Mikhaylov | Unione Sovietica | 13"9            | 14"02           |
| 3    | Stanko Lorger     | Jugoslavia       | 14"4            | 14"56           |
| 4    | Aggrey Awori      | Uganda           | 14"8            | 14"94           |
| 5    | Klaus Gerbig      | Germania         | 14"8            | 14"97           |
| 6    | Victor Matthews   | Gran Bretagna    | 15"0            | 15"12           |

| Pos. | Atleta                | Nazione          | Tempo Ufficiale | Tempo Ufficioso |
| ---- | --------------------- | ---------------- | --------------- | --------------- |
| 1    | Hayes Jones           | Stati Uniti      | 14"1            | 14"19           |
| 2    | Valentin Čistjakov    | Unione Sovietica | 14"3            | 14"51           |
| 3    | Nereo Svara           | Italia           | 14"4            | 14"59           |
| 4    | Roman Muzyk           | Polonia          | 14"5            | 14"68           |
| 5    | Joseph Robert Birrell | Gran Bretagna    | 14"6            | 14"78           |
| 6    | Marcel Duriez         | Francia          | 15"0            | 15"19           |

### Semifinali
| Pos. | Atleta               | Nazione           | Tempo Ufficiale | Tempo Ufficioso |
| ---- | -------------------- | ----------------- | --------------- | --------------- |
| 1    | Willie May           | Stati Uniti       | 13"7            | 13"87           |
| 2    | Hayes Jones          | Stati Uniti       | 14"1            | 14"22           |
| 3    | Keith Gardner        | Indie Occidentali | 14"2            | 14"32           |
| 4    | Nereo Svara          | Italia            | 14"3            | 14"50           |
| 5    | Jean Baptiste Okello | Uganda            | 14"4            | 14"59           |
| 6    | Mykola Berezutskiy   | Unione Sovietica  | 14"6            | 14"69           |

| Pos. | Atleta             | Nazione          | Tempo Ufficiale | Tempo Ufficioso |
| ---- | ------------------ | ---------------- | --------------- | --------------- |
| 1    | Lee Calhoun        | Stati Uniti      | 13"7            | 13"88           |
| 2    | Martin Lauer       | Germania         | 14"0            | 14"13           |
| 3    | Valentin Čistjakov | Unione Sovietica | 14"3            | 14"46           |
| 4    | Ghulam Raziq       | Pakistan         | 14"3            | 14"49           |
| 5    | Stanko Lorger      | Jugoslavia       | 14"5            | 14"83           |
| -    | Anatoly Mikhaylov  | Unione Sovietica | Rit.            | Rit.            |

### Finale
| Pos.    | Corsia | Atleta             | Età | Nazione           | Tempo Ufficiale | Tempo Ufficioso |
| ------- | ------ | ------------------ | --- | ----------------- | --------------- | --------------- |
| Oro     | 2      | Lee Calhoun        | 27  | Stati Uniti       | 13"8            | 13"98           |
| Argento | 1      | Willie May         | 23  | Stati Uniti       | 13"8            | 13"99           |
| Bronzo  | 6      | Hayes Jones        | 22  | Stati Uniti       | 14"0            | 14"17           |
| 4       | 3      | Martin Lauer       | 23  | Germania          | 14"0            | 14"20           |
| 5       | 4      | Keith Gardner      | 30  | Indie Occidentali | 14"4            | 14"55           |
| 6       | 5      | Valentin Čistjakov | 20  | Unione Sovietica  | 14"6            | 14"71           |